# Passerelles de Plouguiel
Les Passerelles de Plouguiel sont une série de trois passerelles ferroviaires construites par Louis Harel de la Noë sur la ligne de Tréguier à Perros-Guirec exploitée par les chemins de fer des Côtes-du-Nord. Elles sont situées sur la commune de Plouguiel, en Bretagne, et longent les coteaux du Guindy entre les Ponts noirs et le viaduc de Kerdéozer. Elles sont mises en service avec l'ouverture de la ligne le 11 août 1906. Celle-ci ferme le 15 avril 1949.

## Première «passerelle»
La première « passerelle » est située à quelques mètres du pont noir actuel. Elle s'apparente plus à un mur de soutènement ouvert à sa base. Elle servait d'accès au pont noir ferroviaire. On peut la considérer comme un ouvrage à part entière car elle est séparée du pont ferroviaire par la culée de l'ancien pont noir routier de 1894, celle-ci servant alors de passage à niveau. Elle comporte neuf voûtes en arc surbaissé en béton armé à sa base. Le reste de l'ouvrage est en maçonnerie.
Elle existe toujours et est même utilisée pour l'accès au pont routier actuel à la suite de l'élargissement de la départementale no 8 (route de Gouarec à Plougrescant).

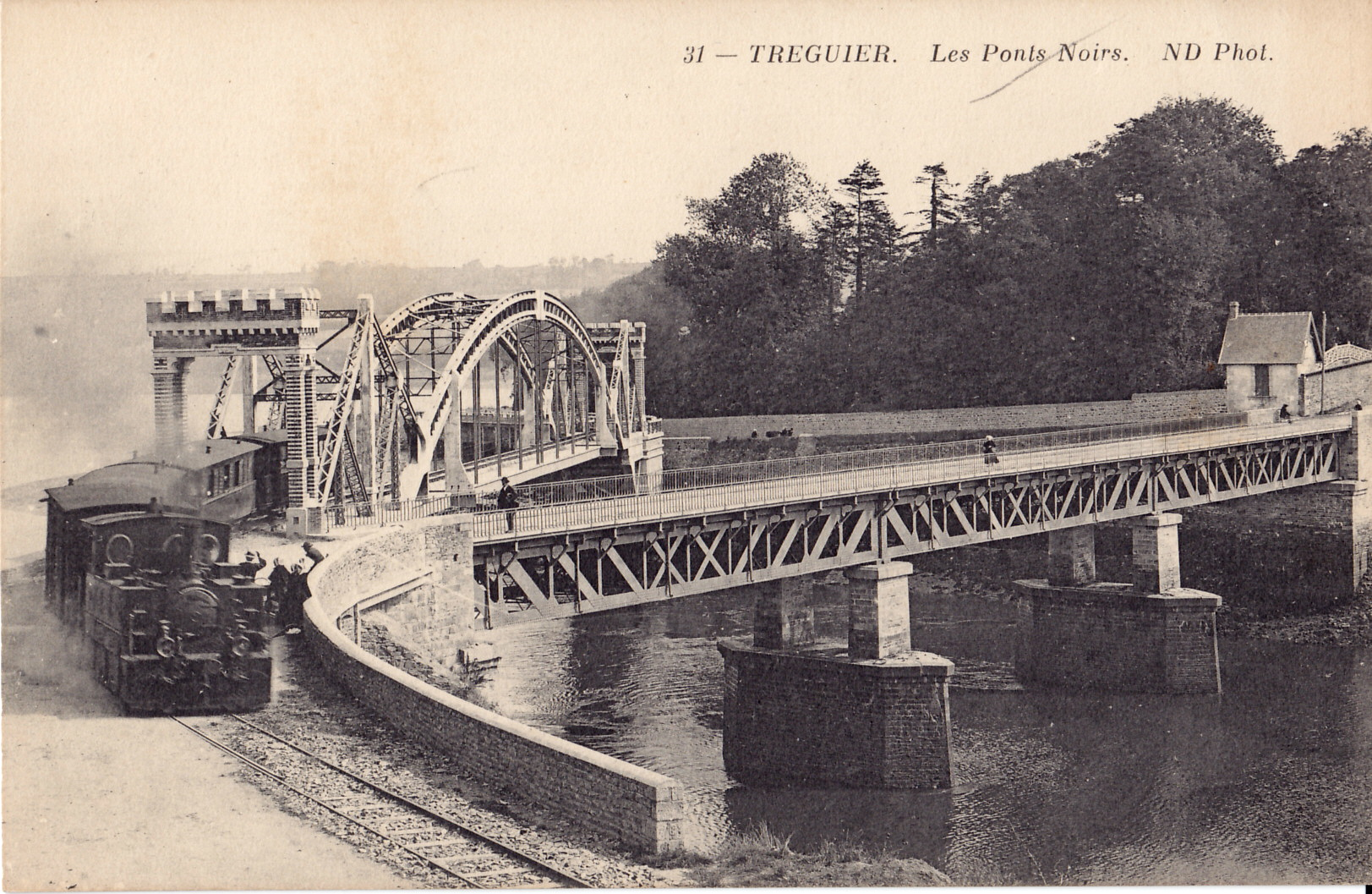
Les ponts noirs vers 1910, la rame s'engage sur la première « passerelle ».
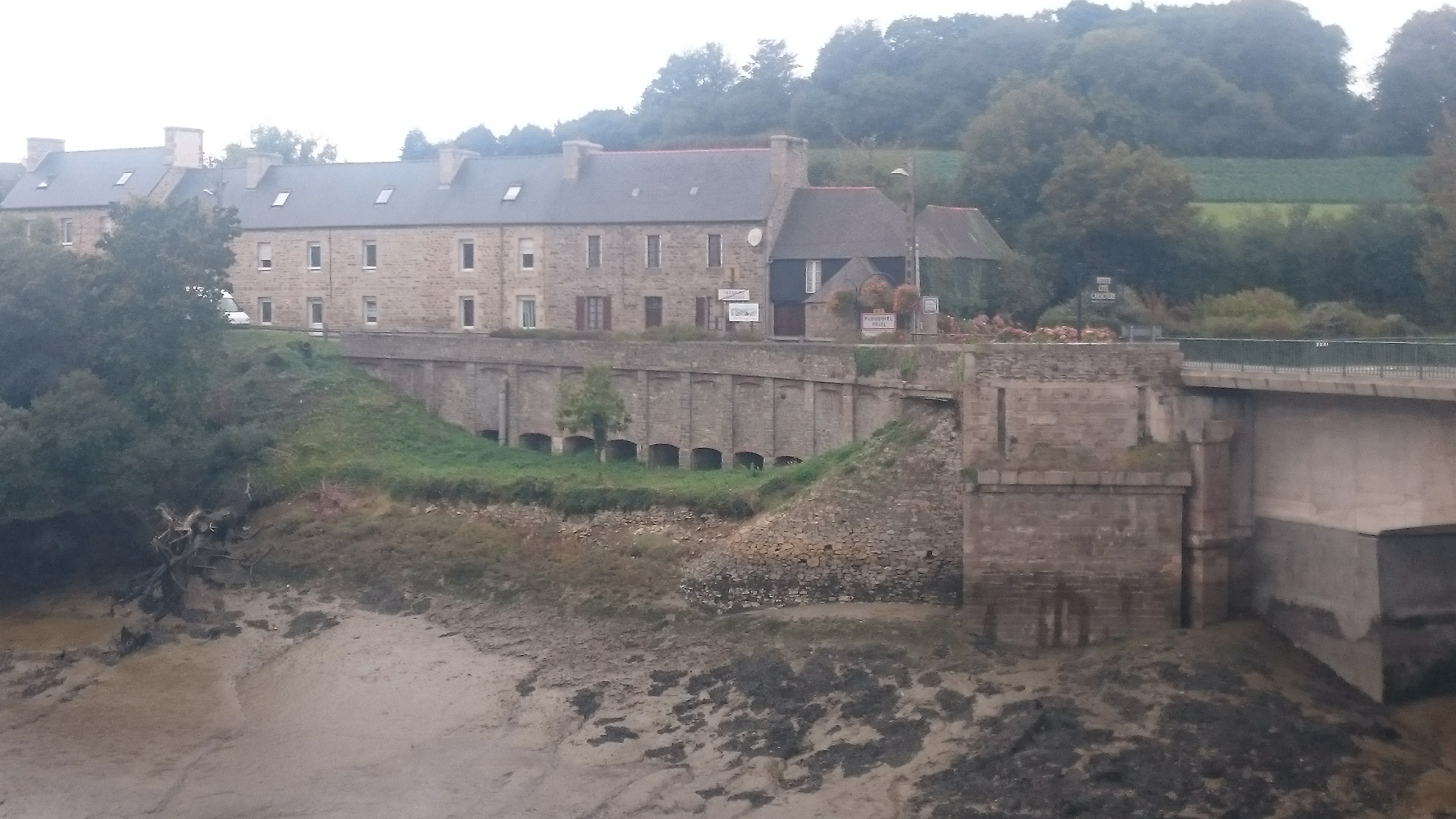
La première passerelle. (Oct. 2015)
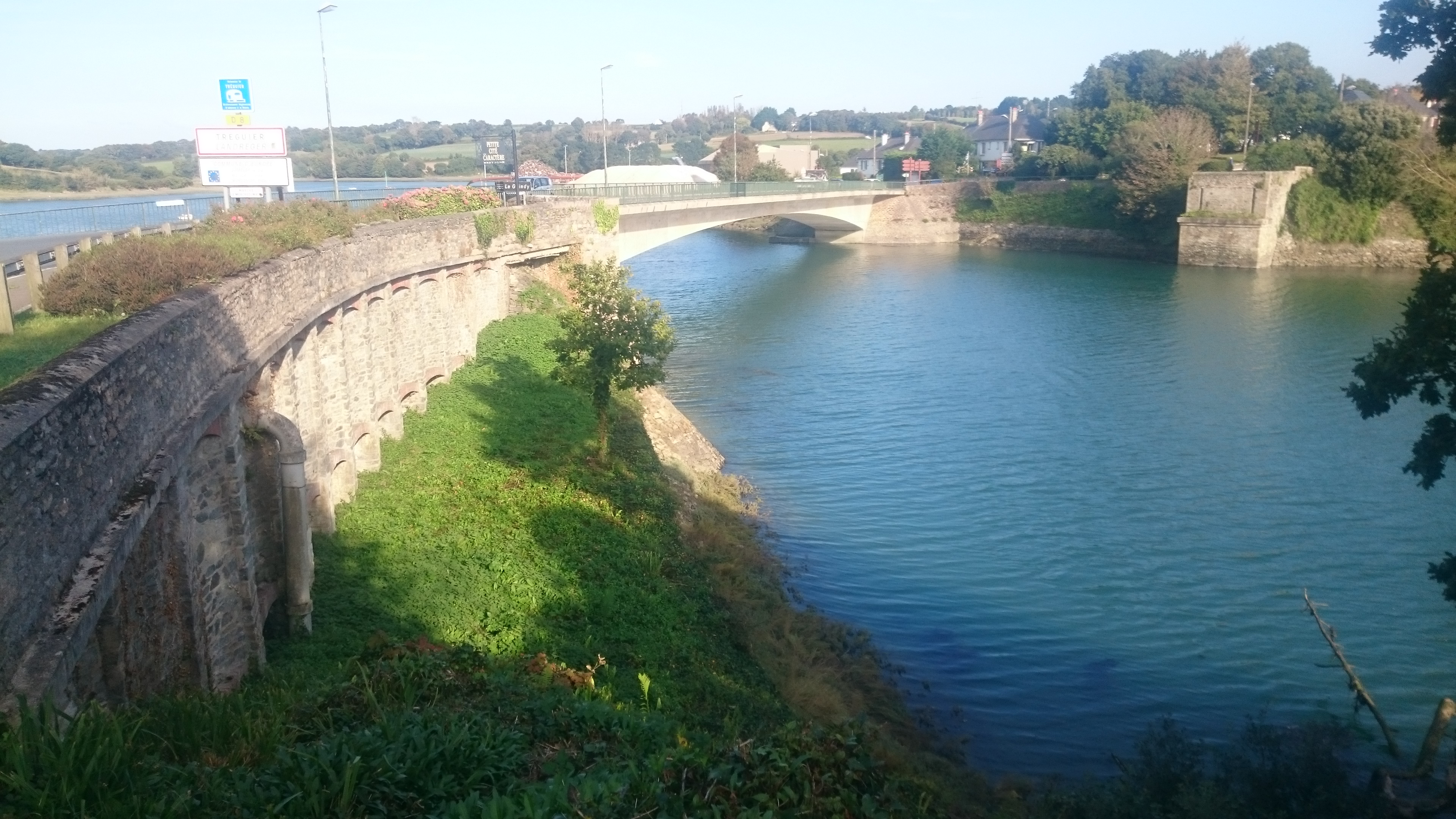
Le pont noir et la première passerelle au premier plan. (Oct. 2015)

## Seconde passerelle
Situé à 150 m à l'ouest de l'actuel pont noir, la seconde passerelle, dite Passerelle de la Roche Noire ou de Kerborn, mesurait 50 m et comportait neuf travées. Elle était orientée est-ouest. Elle a été détruite pour élargir la route départementale no 8. Il ne subsiste que la culée est. Elle était du même type que la troisième passerelle.

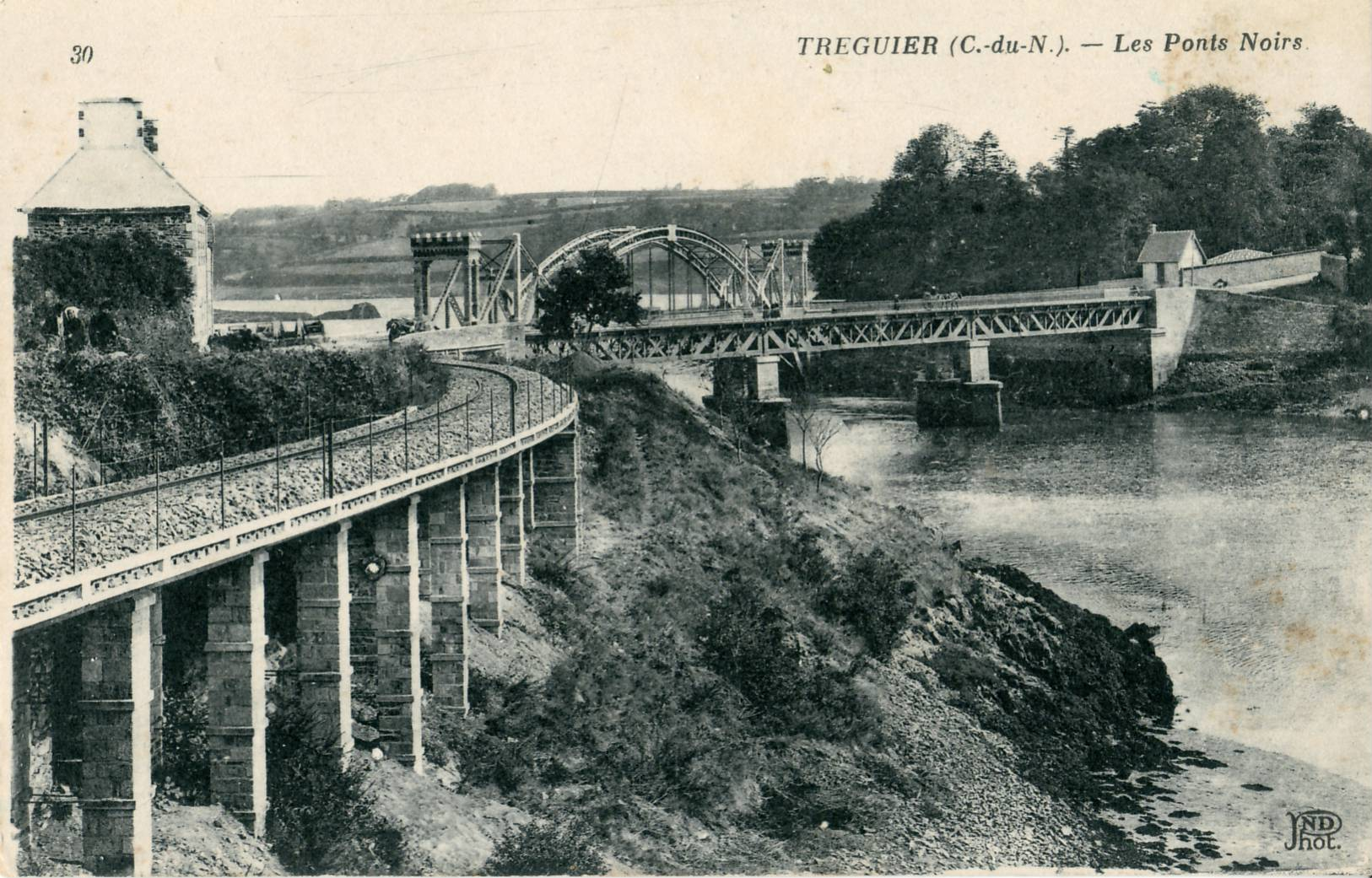
Les ponts noirs et au premier plan, la seconde passerelle de Plouguiel.
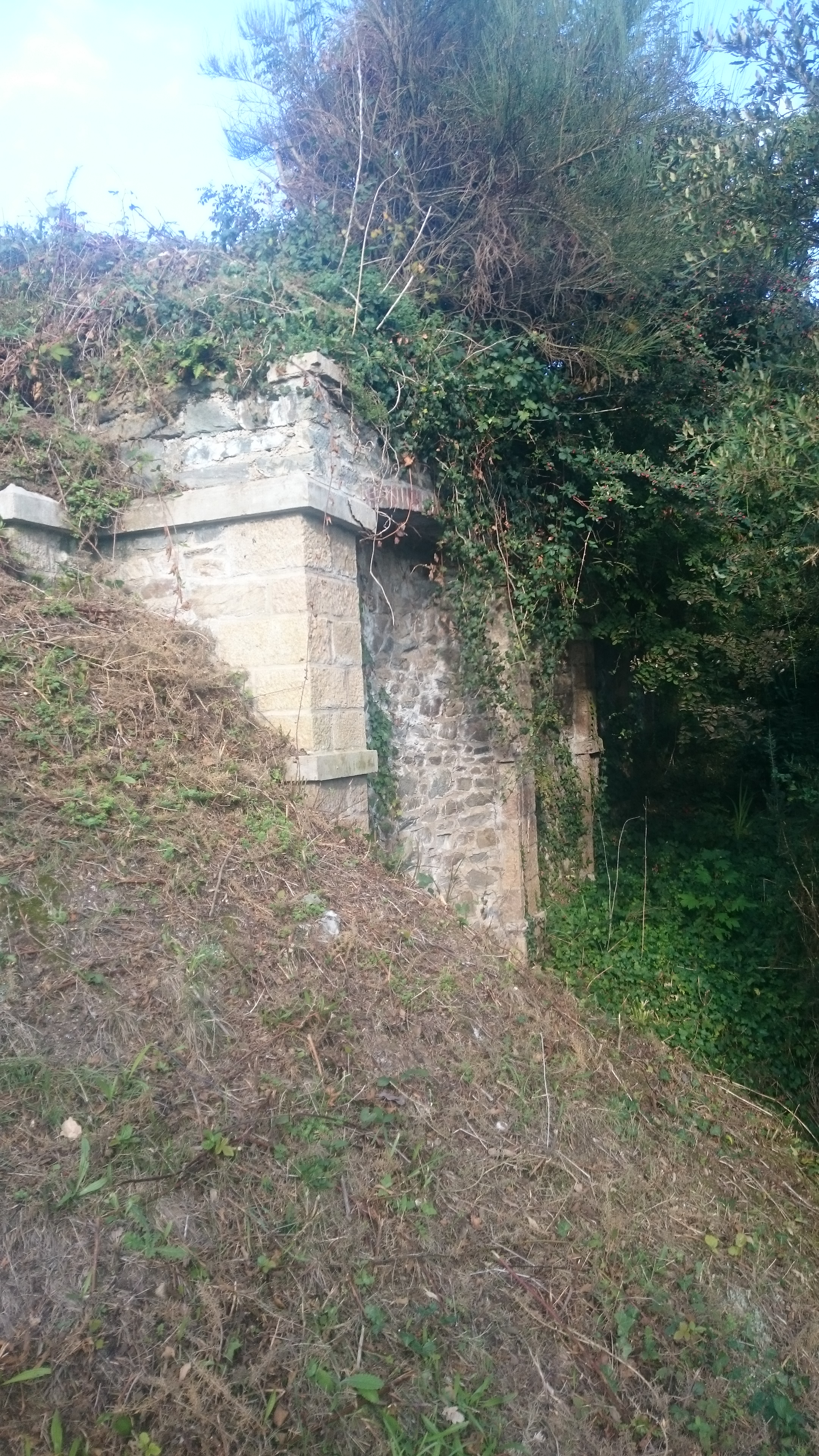
La culée subsistante. (Oct. 2015)
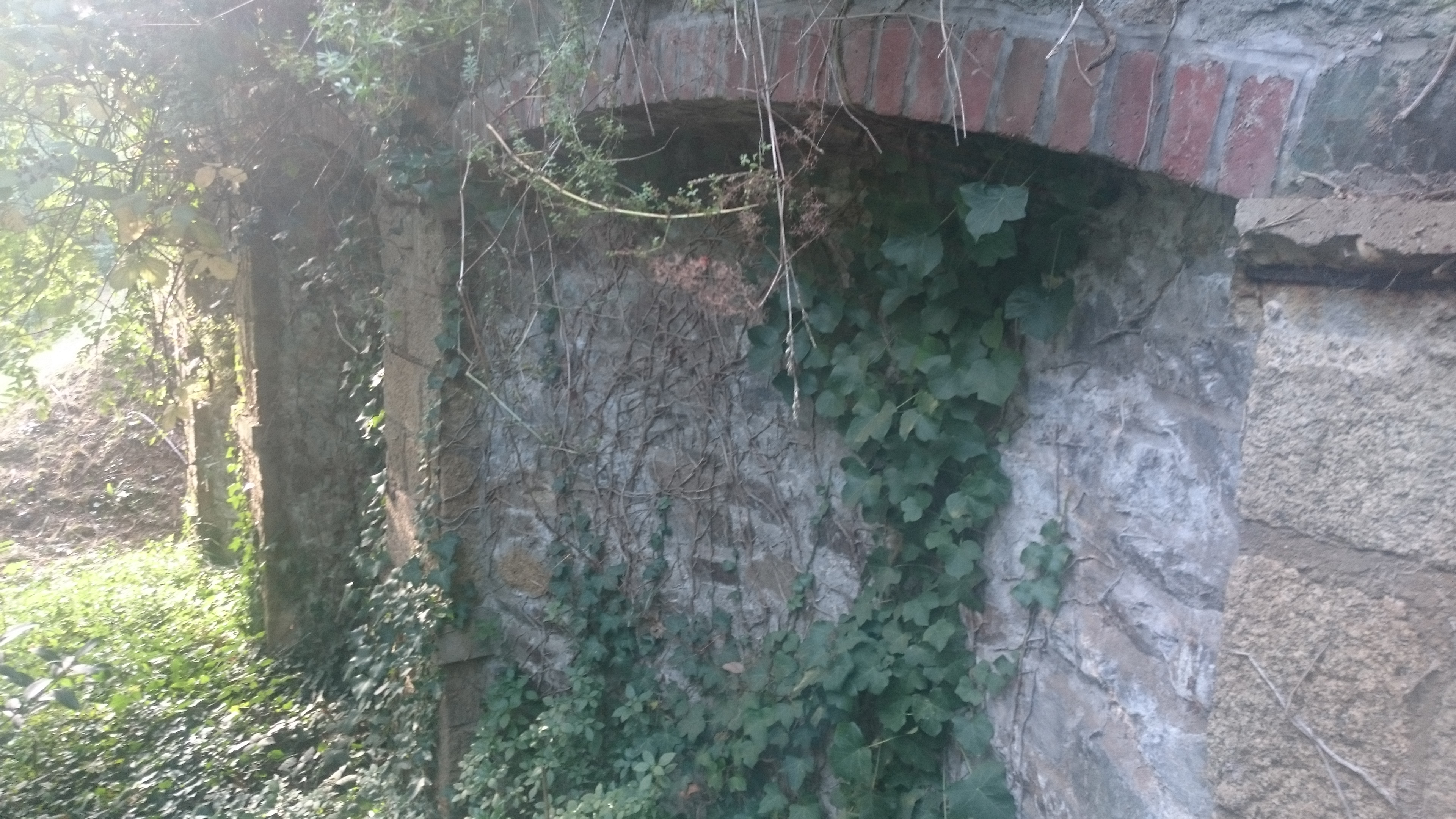
Détail de la culée. (Oct. 2015)
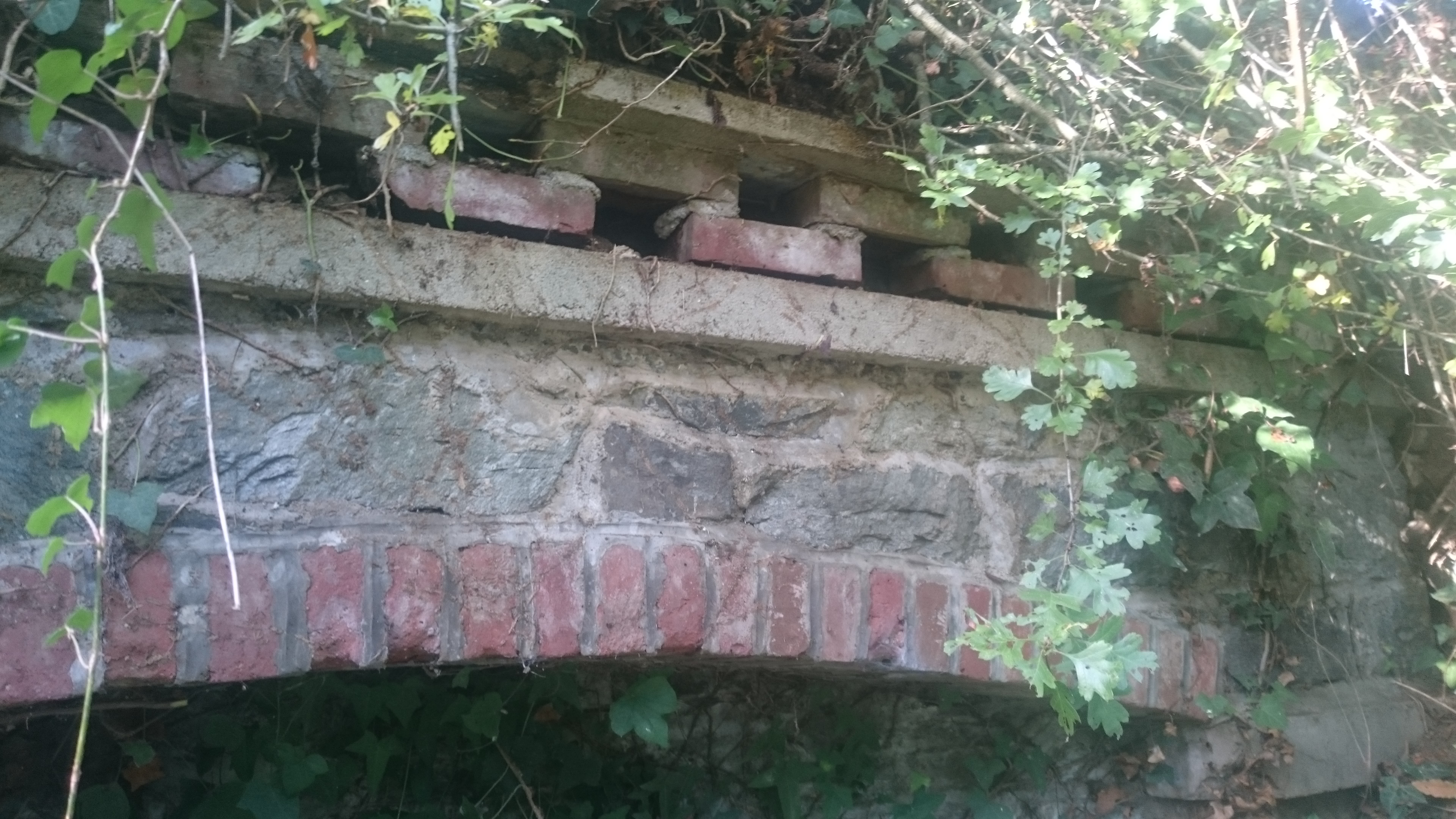
Détail de la base des garde-corps. (Oct. 2015)

## Troisième  passerelle
La troisième passerelle est située à 200 m à l'ouest de la seconde, est aussi appelée Passerelle de Saint-François (à ne pas confondre avec la passerelle Saint-François, de 1837, pont suspendu piéton, à proximité). Elle est orientée sud-nord.

### Description

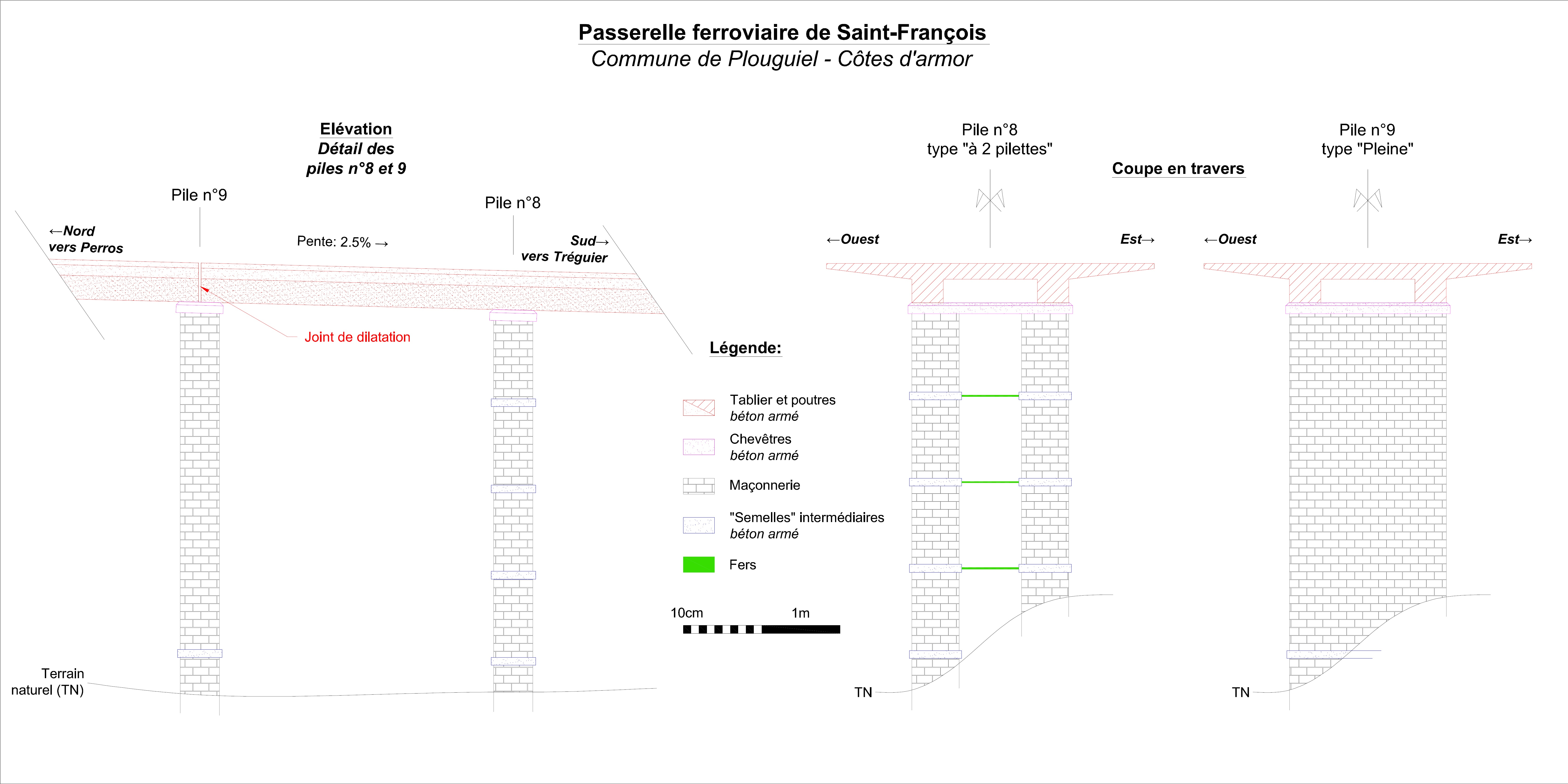
Détail de l'élévation et plans de deux des piles de la passerelle.

Elle est de type pont à poutres en béton armé. Elle avait une longueur de 60 m et comportait quinze travées. Le tablier est en encorbellement. Il a une pente de 2,5 % en profil en long (montant de Tréguier vers Perros), est divisé en cinq éléments en béton armé de 12 m de long (une toutes les trois travées) et de 4,18 m de large, séparés par des joints de dilatation. Le tablier fait 20 cm d'épaisseur sur 1 m de part et d'autre de l'axe du pont et se réduit à 6,5 cm aux extrémités d'encorbellements. Deux poutres en béton armé de section h: 30 cm par l: 40 cm longent chaque élément de tablier, séparés par un entraxe de 1,60 m. Elles reposent sur seize chevêtres en béton armé de  dimensions L: 2,10 m x l: 60 cm x h: 14 cm. Les deux culées sont en maçonnerie. Les quatorze piles sont de deux types différentes (numérotées du sud au nord):
- Piles à deux pilettes d'un entraxe de 1,40 m (Piles n°1 à 6, 8 et 10 à 14). Chaque pilette est constitué d'un empilement d'éléments en maçonnerie de dimensions L: 60 cm x l: 50 cm x h: 1 m, séparés par des chaînages en béton armé de dimensions L: 67 cm x l: 57 cm x h: 10 cm. Les chaînages en vis-à-vis sur chaque pile sont reliés par deux fers ronds de 20 mm de diamètre. Toutes les piles de la passerelle étaient de ce type à l'origine (Cf Photos anciennes).
- Piles "pleines" (piles n°7 et 9), entièrement en maçonnerie, d'une section de L: 2 m x l: 50 cm.

La hauteur des piles varie entre ~1,7 m et ~5,3 m.
La passerelle n'est pas tout à fait droite, les deux éléments de tablier sud (côté Tréguier) correspondaient à un raccordement de fin de courbe du tracé en plan de la plateforme de voie ferrée (cf "arc de clothoïde"). Par rapport aux trois éléments de tablier nord (côté Perros), ils ne sont donc pas alignés.
(Nota bene: L: Longueur; l: Largeur; h: Hauteur)

### État
La culée et la première travée sud, ainsi que l'encorbellement ouest du tablier des deux travées suivantes, ont été détruits pour élargir l'actuelle rue des Mimosas. L'ensemble des garde-corps a également été détruit. Le reste de l'ouvrage existe encore.
Attention: L'ouvrage est encore accessible, mais reste dangereux, du fait de la destruction des garde-corps notamment. Un panneau "Danger de mort" placé à l'accès nord de l'ouvrage engage tous contrevenants. Se référer aux textes d'arrêtés municipaux et préfectoraux concernés (Mairie de Plouguiel et Préfecture des Côtes-d'Armor).

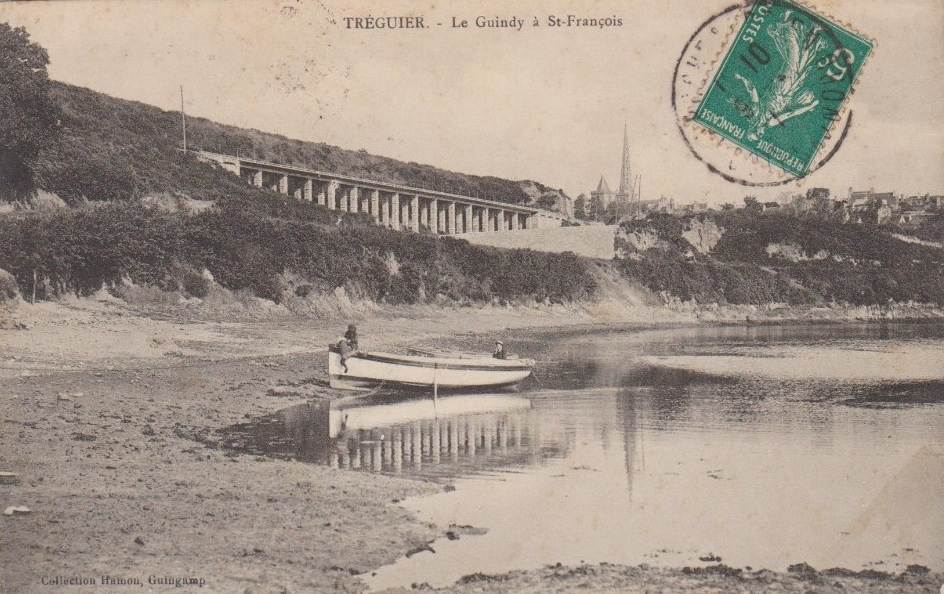
La passerelle ferroviaire de Saint-François, vue générale. (Vers 1910)
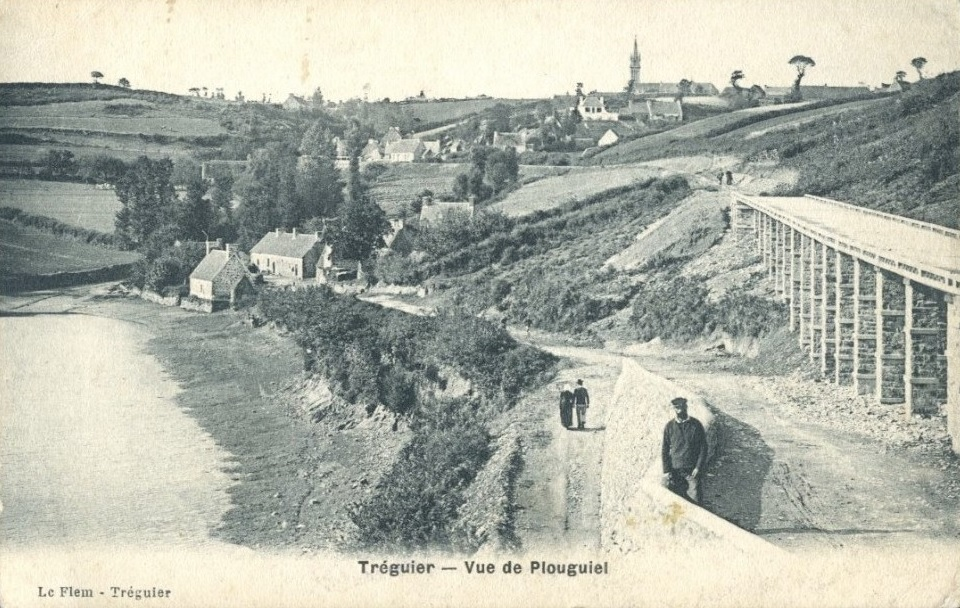
La passerelle, avant la pose de la voie ferrée. (1905)
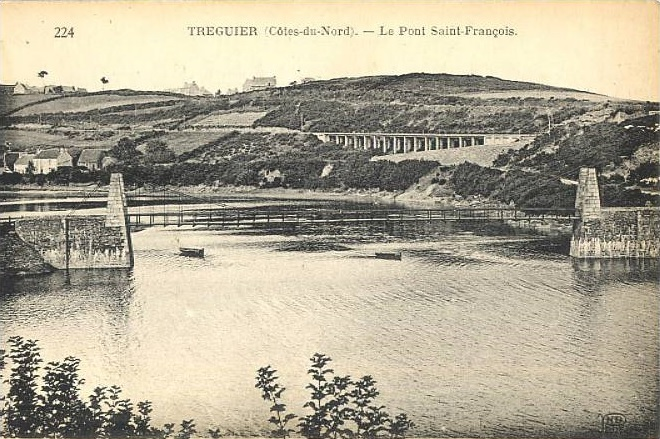
Les deux passerelles Saint-François. (Vers 1910)

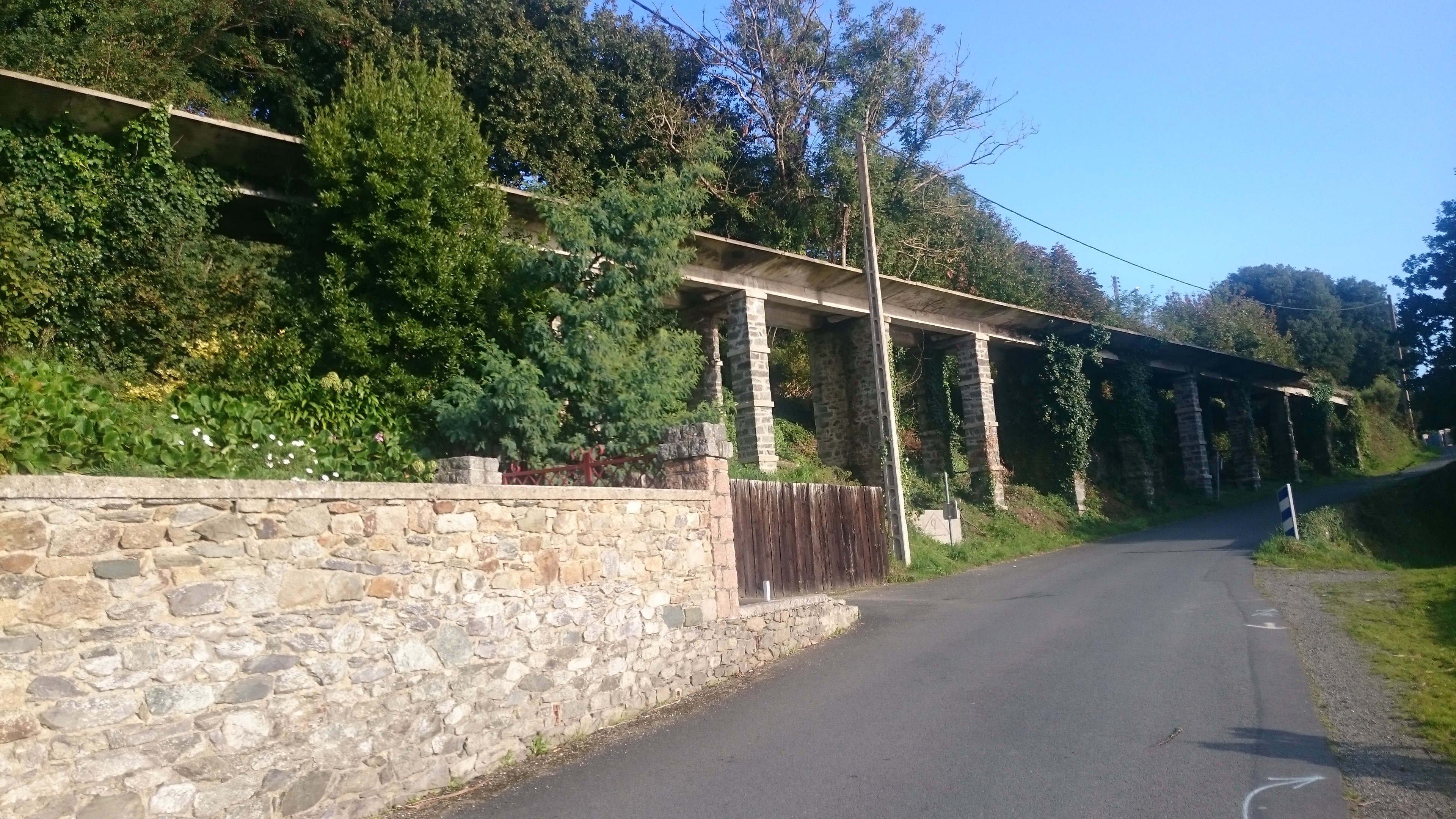
La passerelle ferroviaire de Saint-François. (oct. 2015)
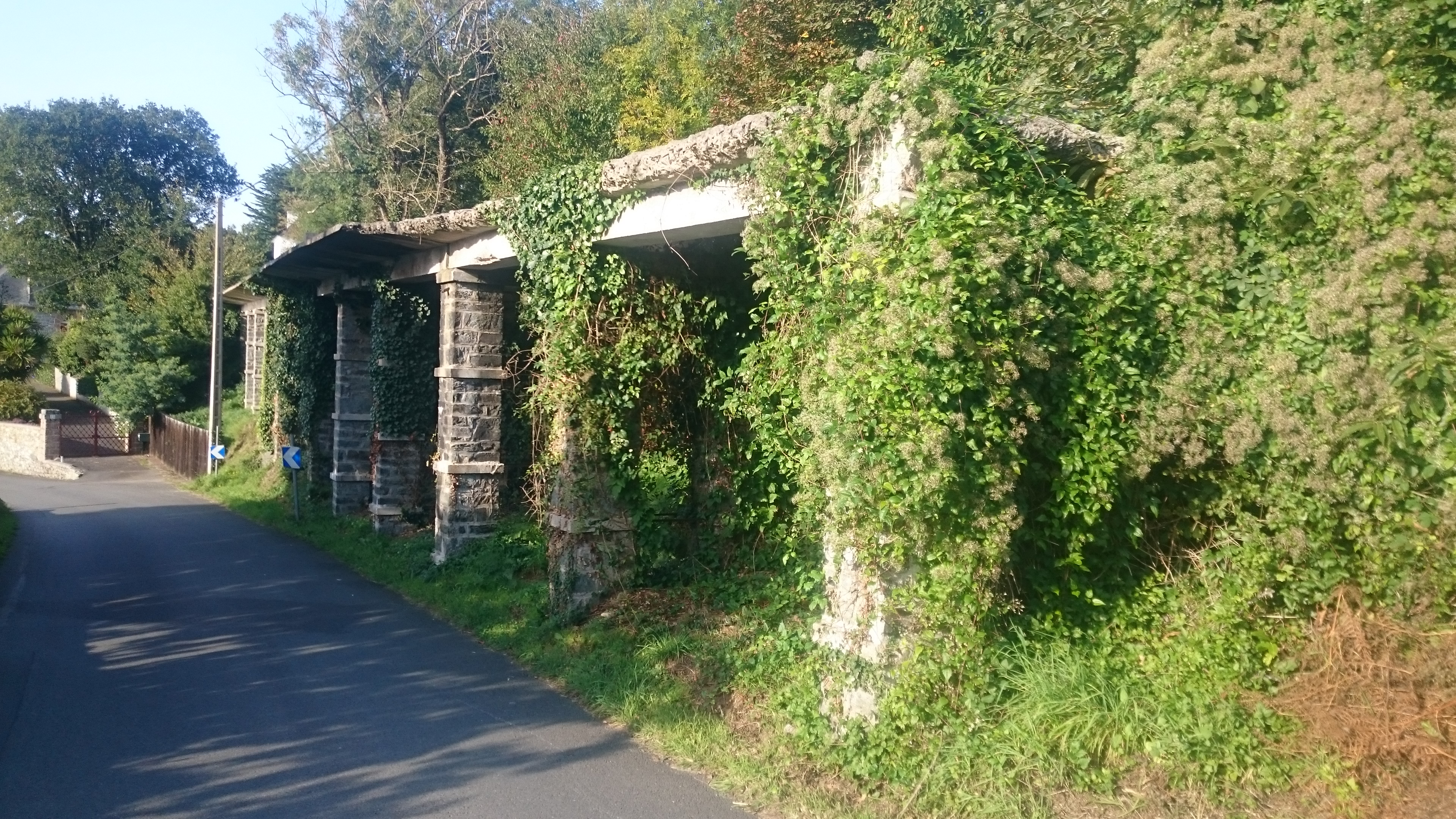
La passerelle, vue sur la partie démolie. (oct. 2015)
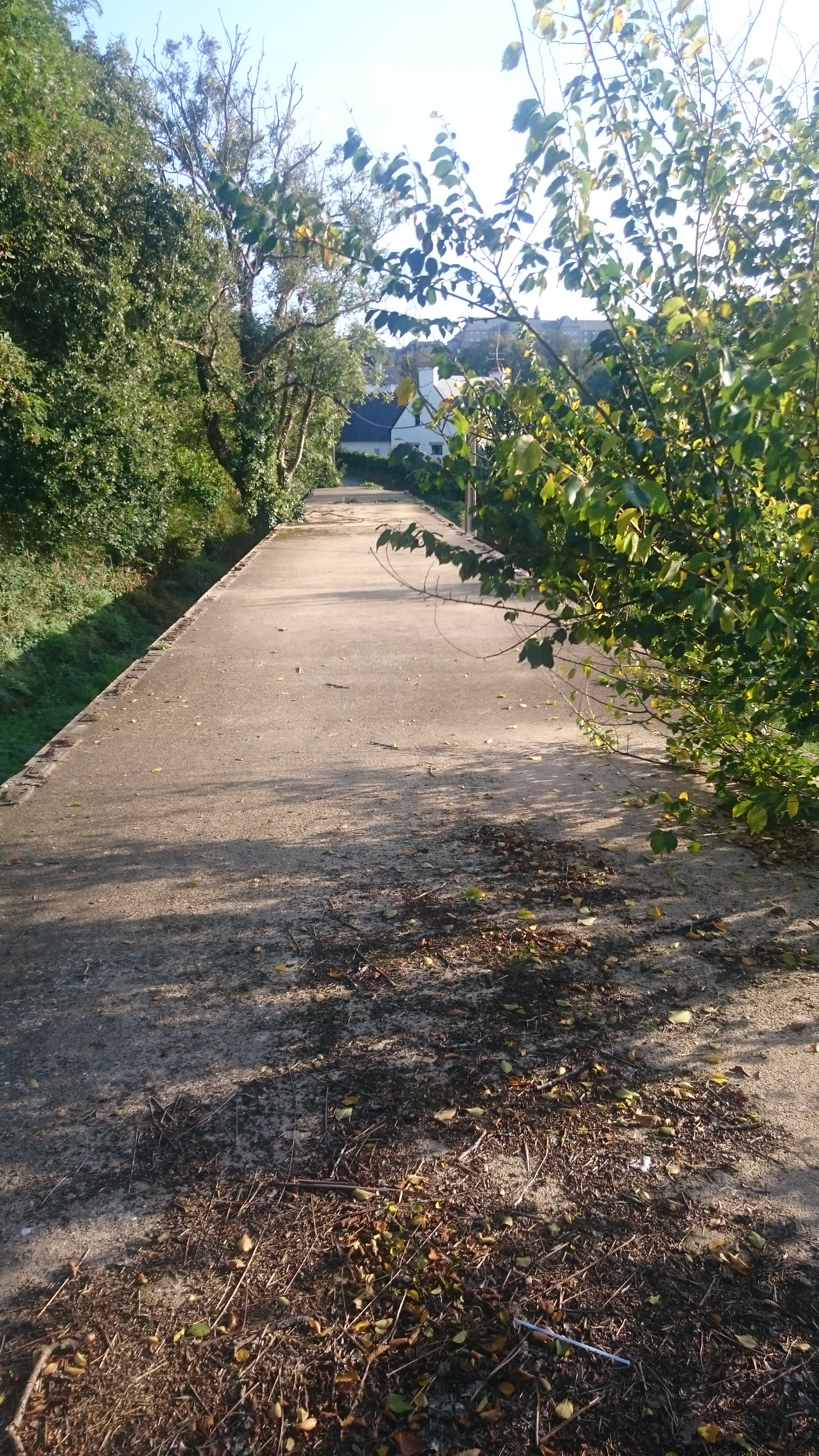
Le tablier de la passerelle. (oct. 2015)
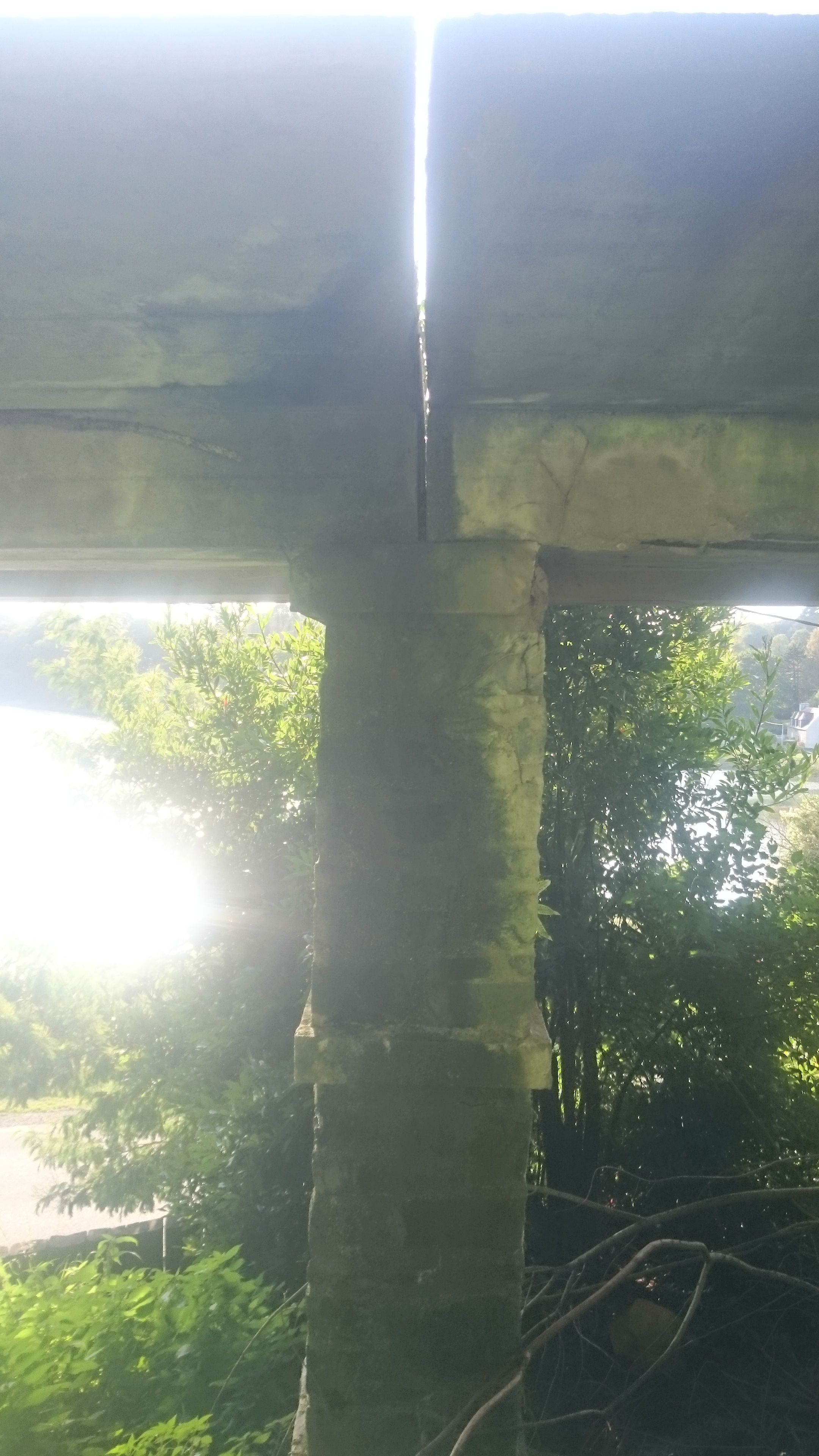
Détail sur un joint de dilatation. (oct. 2015)

## Pont de la Vieille-Côte
À environ 400 m au nord-ouest de cette dernière passerelle, à noter aussi la présence d'un pont qui enjambait la rue de la Vieille Côte. Il ne subsiste qu'une partie d'une des culées de ce pont, celui-ci ayant été détruit pour percer la rue du Vieux pont qui suit le tracé de l'ancienne voie ferrée jusqu'au viaduc de Kerdéozer, situé à environ 500 m au sud-ouest.